# 諾基亞8110
諾基亞8110是諾基亞生產的直立式功能手機，1996年發布。

## 規格
| 類型     | 功能手機                                                                |
| 手機規格 | 直立式                                                                  |
| 尺寸     | 高度：141.0（5.55英寸）；寬度：48.0（1.89英寸）；厚度：25.0（0.98英寸） |
| 重量     | 152.0克（5.36盎司）                                                     |
| 電池     | 900 mAh                                                                 |